# خاسيون

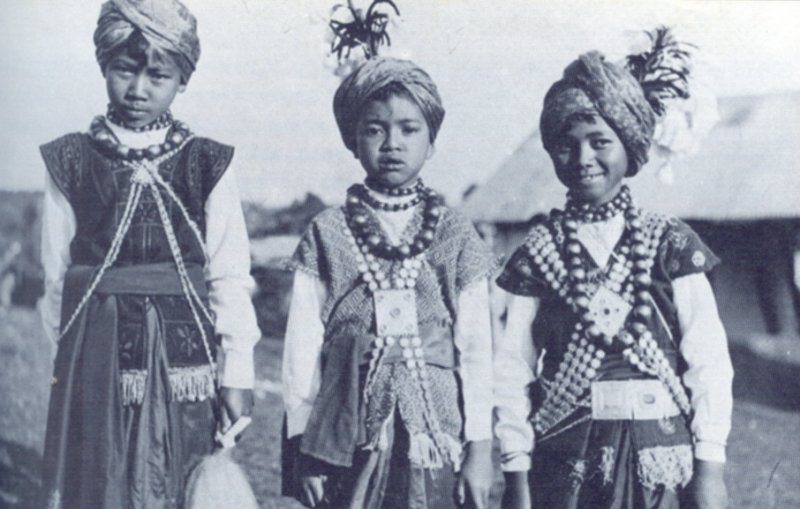

الخاسيس وهي قومية من البشر تعيش في ولاية ميغالايا في شمال شرق الهند ويشكلون أغلبية في تلك الولاية، وجزء منهم يعيش في ولاية آسام و آخرين يعيشون في أجزاء من بنغلاديش ويتكلمون باللغة الخاسية، ويسمون أنفسهم كي هينيو تريب ومعناه باللغة الخاسية الآكواخ السبعة، وفي لغتهم هناك بعض المفردات الأوروبية التي دخلت عليهم بعد وصول الأوروبيين إليها، يبلغ تعدادهم في العالم حوالي 1361100 مليون نسمة وأغلبهم يعتنقون المسيحية من المذهب المشيخي وكذلك يوجد كاثوليك ومسلمين و هندوس.

## التوزع الجغرافي والمجموعات الفرعية
يصنف العديد من علماء الاجتماع من الخاسي الخاسيين في سبع قبائل فرعية، والتي تعرف مجتمعة باسم «خاسي»:
- خينريام (أو نونغفلانغ): يعيشون في المرتفعات في منطقة تلال خاسي الشرقية.
- بنار (أو سينتينغ): يعيشون في المرتفعات في منطقة تلال جاينتيا.
- بوي: يعيشون في التلال السفلى في الشمال والشمال الشرقي من تلال خاسي وجاينتيا باتجاه وادي براهمابوترا في منطقة واسعة في منطقة ري-بوي.
- وار: مقسمة إلى قبيلتي وار-جاينتيا ووار-خينريام، تعيشان على المنحدرات الجنوبية الحادة لتلال خاسي المؤدية إلى بنغلاديش.
- مارام: يعيشون في المرتفعات في الأجزاء الوسطى من منطقة تلال خاسي الغربية.
- لنغنغام: يعيشون في الأجزاء الغربية من منطقة تلال خاسي الغربية المتاخمة لتلال غارو، ويظهرون خصائص لغوية وثقافية تتأثر بكل من الخاسيين في شرقهم وشعب غارو في غربهم.
- ديكو: مجموعة منقرضة عاشت في الأراضي المنخفضة من منطقة تلال خاسي الغربية.

وفقًا لتعداد الهند لعام 2011، كان هناك أكثر من 1.41 مليون خاسي يعيشون في ولاية ميغالايا في مناطق تلال خاسي الشرقية، تلال خاسي الغربية، تلال خاسي الجنوبية الغربية، تلال خاسي الغربية الشرقية، ري-بوي، تلال جاينتيا الغربية، وتلال جاينتيا الشرقية، والتي تشكل مجتمعة الجزء الشرقي من منطقة تلال خاسي وجاينتيا في ميغالايا. في ولاية آسام، بلغ عددهم حوالي 35 ألف نسمة. أما في قسم سيلهيت في بنغلاديش، وخاصة في منطقة جافلونغ، فيعيش هناك حوالي 85 ألف من الخاسيين.
يعرف الخاسي الذين يسكنون الجزء الشمالي باسم بوي، حيث يطلق على تلك المنطقة غالبًا اسم ري بوي. يعرف الناس في الشرق باسم بنار، ويطلقون على أرضهم ريلوم جاينتيا. يعرف الجنوب باسم وار أو ري وار، بسبب المناطق الجبلية وخصوبة التربة. أما الغرب فيحمل عددًا من الأسماء الإقليمية: مارام، ريمين، خاتساوفرا، موياينغ، لنغنغام. يعرف الخاسي الذين يسكنون المنطقة الوسطى باسم خينريام. صمم سكان وار من مجتمع الخاسي وبنوا جسورًا من الجذور الحية في منطقة وار.

## الملبس
يعرف الزي التقليدي للخاسيين باسم «i shongkun bad i Don burom»، والذي يُترجم إلى «العظمة/الاحترام والتواضع».
الزي التقليدي للرجال الخاسيين هو «جيمفونغ»، وهو معطف طويل بلا أكمام وبدون ياقة، يُربط من الأمام بأربطة. حاليًا، يرتدي معظم الرجال الخاسيين الملابس الغربية. في المناسبات الاحتفالية، يرتدون «جيمفونغ» وسارونغ مع حزام زخرفي حول الخصر، وقد يرتدون أيضًا عمامة.
يُسمى الزي التقليدي للنساء الخاسيات «جينسم» أو «دارا»، ويتميز كلاهما بتصميم معقد يتكون من عدة قطع من القماش، مما يعطي الجسم شكلًا أسطوانيًا. في المناسبات الاحتفالية، قد يرتدين تاجًا من الفضة أو الذهب، مع تثبيت شوكة أو قمة في الجزء الخلفي من التاج، تماثل الريش الذي يرتديه الرجال. يتكون «جينسم» من قطعتين من القماش تثبتان عند كل كتف. أما «دارا»، فيتكون من قطعة واحدة من القماش، تثبت أيضًا عند كل كتف.
نسج «رينديا» فن توارثته الأجيال ويُعتبر مهنة، ويوفر مصدر رزق للعائلات في المنطقة. تقليديًا، يُعد هذا القماش يدوي الغزل والنسج، ويرتديه الرجال والنساء في ميغالايا بفخر. يعتبر القماش، سواء كان بلونه الطبيعي غير المصبوغ الأبيض المائل للصفرة أو بتصميمه المخطط بالأحمر الداكن والخردلي، رمزًا ثقافيًا للخاسيين. يُعرف حرير «إري» أيضًا باسم «حرير السلام» لأن عملية إنتاجه تخلو من القسوة تجاه دود القز. تنسج النساء أساسًا، وينتج حرير «إري» في ميغالايا من البداية إلى النهاية على يد نساء يعملن من منازلهن أو في مجموعات.

## الزواج
الخاسيون في الغالب أحاديو الزواج. يُسمح للشباب والشابات بحرية كبيرة في اختيار شركاء الحياة. من المحتمل تعرف شركاء الزواج على بعضهم البعض قبل الخطوبة. بمجرد اختيار الرجل الزوجة التي يرغب بها، يُبلغ والديه بخياره. ثم يستعينون بوسيط لترتيب الأمور مع عائلة المرأة (بشرط أن توافق عشيرة الرجل على اختياره). يتحقق والدا المرأة من رغباتها، وإذا وافقت على الترتيب، يتحقق والداها للتأكد من أن الرجل المراد الزواج به ليس عضوًا في عشيرتهم (حيث أن عشائر الخاسي هي عشائر خارجية الزواج، ولا يجوز أن يكون الشركاء من نفس العشيرة). إذا تم التأكد من ذلك، يحدد موعد الزواج.
الطلاق شائع نسبيًا، وتتنوع أسبابه من عدم التوافق إلى عدم الإنجاب. تقليديًا، يتضمن هذا الطقس تسليم الزوج زوجته 5 من أصداف الكاوري أو عملات «بيسا»، والتي تعيدها الزوجة إليه مع 5 من عملاتها الخاصة. بعد ذلك يلقي الزوج العملات أو يعطيها لأحد كبار القرية الذي يتخلص منها. أما في الوقت الحاضر، يتم الطلاق بين الخاسيين من خلال النظام القانوني الهندي.
نوع الزواج هو العامل المحدد لمكان إقامة الزوجين بعد الزواج. باختصار، يجب أن تكون إقامة الرجل المتزوج عندما تكون الوريثة (المعروفة باسم «كا خادو» أو «أصغر ابنة في العائلة») في منزل الأم (ماتريلوكال، أي في منزل حماته)، بينما عندما تكون الزوجة غير وريثة تكون الإقامة بعد الزواج نيو-لوكال (أي في منزل مستقل جديد). تقليديًا (على الرغم من أن هذه القاعدة لم تعد تطبق بصرامة حاليًا)، يعود الرجل الخاسي إلى «إينغ-كور» منزل والدته) بعد وفاة زوجته (إذا كانت خادو ولم يكن لديهما أطفال). هذه الممارسات ناتجة عن قواعد تحكم الوراثة وملكية الممتلكات. ترتبط هذه القواعد نفسها ببنية نظام العشائر الخاسي «كور».

## علم الأسماء
تشتهر الأسماء الخاسية بأصالتها وتعقيدها وغالبًا ما تكون ذات طبيعة حرفية. قد يخترع الآباء الأسماء لأطفالهم، ويمكن أن تستند هذه الأسماء إلى الأسماء التقليدية المحلية أو الأسماء المسيحية أو كلمات إنجليزية أخرى. أما أسماء العائلة، والتي يُطلق عليها «الألقاب»، فتظل في لغات الخاسي الأصلية أو لهجاتها.

## الكيانات السياسية التقليدية
البنية السياسية التقليدية لمجتمع الخاسي ذات طبيعة ديمقراطية. في الماضي، تألف المجتمع الخاسي من دول مستقلة محلية تُسمى «سييمشيبس»، حيث اجتمع كبار السن من مختلف العشائر تحت قيادة الزعيم (المسمى «أو سييم») خلال جلسات أو اجتماعات تُعرف باسم «دوربار»، ويتخذون قرارًا بشأن أي نزاع أو مشكلة تنشأ في «سييمشيب». على مستوى القرى، يوجد ترتيب مماثل، حيث يجتمع جميع سكان القرية أو البلدة تحت قيادة رئيس منتخب (المسمى «أو رانغباه شنوغ») لاتخاذ قرارات بشأن الأمور المتعلقة بالمنطقة. يشبه هذا النظام في إدارة القرى نظام «بانشاياتي راج» السائد في معظم الولايات الهندية. كان هناك حوالي 25 دولة محلية مستقلة انضمت إلى الاتحاد الهندي. انتخب زعماء هذه الدول المحلية (المسماة «هيما») تقليديًا من قبل الشعب أو العشائر الحاكمة في نطاقاتهم. من بين أشهر هذه «سييمشيبس» هي «هيما ميلييم»، «هيما خيريم»، و«هيما نونغكلاو»، وغيرها. لا تزال هذه «سييمشيبس» موجودة وتعمل حتى اليوم تحت إشراف مجلس منطقة تلال خاسي المستقلة، الذي يستمد سلطته القانونية من الجدول السادس لدستور الهند.

## الدين
قبل وصول المبشرين المسيحيين وقبل التحول إلى المسيحية، اتبع جميع أفراد شعب الخاسي تقريبًا دينًا قبليًا محليًا. انتشرت أول ترجمة للكتاب المقدس إلى أي من لغات شمال شرق الهند باللغة الخاسية عام 1891 على يد المبشرين. تشمل الطوائف المسيحية الرئيسية التي يتبعها الخاسيون اليوم الكاثوليكية، الأنجليكانية، البروتستانتية المشيخية (أكبر طائفة مسيحية بين الخاسيين)، وغيرها. حوالي 83.14% من قبيلة الخاسي، أي حوالي 1.17 مليون نسمة، هم مسيحيون من طوائف مختلفة (خاصة المشيخية والكاثوليكية)، فيما لا يزال 15.41% منهم، أي حوالي 217,000 شخص، يتبعون ديانتهم الخاسية التقليدية المسماة «كا نييام خاسي»، وهي ديانة توحيدية. في ديانة الخاسي التقليدية «نيام خاسي»، يُعتبر الإله الرئيسي «أو بلاي نونغثاو»، وهو كيان واحد بلا شكل، الخالق الأعظم للكون بأسره.